# Zentralamerika- und Karibikspiele 2018/Radsport
Radsport war eine Sportart bei den 32. Zentralamerika- und Karibikspielen 2018 (23rd Central American and Caribbean Games CAC), die zwischen dem 20. und 28. Juli 2018 in Barranquilla und Cali (Bahnradsport) ausgetragen wurden.

## Ergebnisse

### Straßenradsport

#### Einzelzeitfahren
| Platz | Land | Sportler          | Zeit                       |
| ----- | ---- | ----------------- | -------------------------- |
| 1     | COL  | Rodrigo Contreras | 39:04,64 min (48,826 km/h) |
| 2     | COL  | Walter Vargas     | 39:40,37 min               |
| 3     | CUB  | Pedro Portuondo   | 39:49,79 min               |

| Platz | Land | Sportlerin     | Zeit                       |
| ----- | ---- | -------------- | -------------------------- |
| 1     | CUB  | Arlenis Sierra | 28:08,97 min (45,187 km/h) |
| 2     | COL  | Ana Sanabria   | + 32,57 s                  |
| 3     | COL  | Serika Guluma  | + 57,31 s                  |

#### Straßenrennen
| Platz | Land | Sportler          | Zeit                    |
| ----- | ---- | ----------------- | ----------------------- |
| 1     | COL  | Nelson Soto       | 3:36,57 h (46,462 km/h) |
| 2     | PAN  | Christofer Jurado | gl. Zeit                |
| 3     | VEN  | Carlos Linares    | gl. Zeit                |

| Platz | Land | Sportlerin         | Zeit                    |
| ----- | ---- | ------------------ | ----------------------- |
| 1     | TTO  | Teniel Campbell    | 2:31,47 h (39,134 km/h) |
| 2     | CUB  | Yudelmis Dominguez | gl. Zeit                |
| 3     | MEX  | Lizbeth Salazar    | gl. Zeit                |

### Bahnradsport

#### Männer
| Disziplin             | Platz | Land                | Athlet                                                                 | Zeit / Punkte                        |
| --------------------- | ----- | ------------------- | ---------------------------------------------------------------------- | ------------------------------------ |
| Sprint                | 1     | Trinidad und Tobago | Nicholas Paul                                                          | REL (1.) 10,364 s (2.) 10,091 s (3.) |
|                       | 2     | Kolumbien           | Fabián Puerta                                                          | 12,122 (1.)                          |
|                       | 3     | Kolumbien           | Kevin Quintero                                                         | 10,469 s (1.) 10,434 s (2.)          |
| Teamsprint            | 1     | Trinidad und Tobago | Nicholas Paul Kwesi Browne Njisane Phillip                             | 43,873 s                             |
|                       | 2     | Venezuela           | Hersony Canelón César Marcano Gabriel Quintero                         | 44,578 s                             |
|                       | 3     | Kolumbien           | Rubén Murillo Kevin Quintero Anderson Parra Edgar Verdugo              | 44,172 s                             |
| Keirin                | 1     | Kolumbien           | Fabián Puerta                                                          |                                      |
|                       | 2     | Venezuela           | Hersony Canelón                                                        |                                      |
|                       | 3     | Trinidad und Tobago | Kwesi Browne                                                           |                                      |
| Zeitfahren (1 km)     | 1     | Trinidad und Tobago | Nicholas Paul                                                          | 1:00,171 min                         |
|                       | 2     | Kolumbien           | Kevin Quintero                                                         | 1:00,729 min                         |
|                       | 3     | Guatemala           | Luis Cordon                                                            | 1:02,023 min                         |
| Einerverfolgung       | 1     | Mexiko              | Ignacio de Jesús Prado                                                 | 4:22,256 min                         |
|                       | 2     | Kolumbien           | Juan Esteban Arango                                                    | 4:26,367 min                         |
|                       | 3     | Kolumbien           | Eduardo Estrada                                                        | 4:27,131 min                         |
| Mannschaftsverfolgung | 1     | Mexiko              | Edibaldo Maldonado José A. Aguirre Ignacio Sarabia Díaz Ignaciao Prado | 4:05,845 min                         |
|                       | 2     | Venezuela           | Clever Martinez Ángel Pulgar Carlos Linares Leonel Quintero            | 4:06,051 min                         |
|                       | 3     | Kolumbien           | Carlos Tobón Edwin Ávila Juan Esteban Arango Marvin Angarita           | 4:10,222 min                         |
| Scratch               | 1     | Venezuela           | Ángel Pulgar                                                           |                                      |
|                       | 2     | Kuba                | Leandro Marcos                                                         |                                      |
|                       | 3     | Mexiko              | Emiliano Mirafuentes                                                   |                                      |
| Punktefahren          | 1     | Mexiko              | Ignacio Sarabia Díaz                                                   | 84 P.                                |
|                       | 2     | Kolumbien           | Marvin Angarita                                                        | 62 P.                                |
|                       | 3     | Venezuela           | Clever Martinez                                                        | 43 P.                                |
| Omnium                | 1     | Kolumbien           | Edwin Ávila                                                            | 157 P.                               |
|                       | 2     | Mexiko              | Ignacio de Jesús Prado                                                 | 147 P.                               |
|                       | 3     | Trinidad und Tobago | Akil Campbell                                                          | 128 P.                               |
| Madison               | 1     | Mexiko              | José A. Aguirre Ignacio Sarabia Díaz                                   | 94 P.                                |
|                       | 2     | Kolumbien           | Edwin Ávila Juan Esteban Arango                                        | 65 P.                                |
|                       | 3     | Venezuela           | Clever Martinez Maximo Rojas                                           | 61 P.                                |

#### Frauen
| Disziplin             | Platz | Land                | Athlet                                                          |                             |
| --------------------- | ----- | ------------------- | --------------------------------------------------------------- | --------------------------- |
| Sprint                | 1     | Mexiko              | Jessica Salazar                                                 | 11,150 s (1.) 11,445 s (2.) |
|                       | 2     | Kolumbien           | Martha Bayona                                                   |                             |
|                       | 3     | Mexiko              | Yuli Verdugo                                                    | 11,535 s (1.) 11,578 s (2.) |
| Keirin                | 1     | Mexiko              | Jessica Salazar                                                 |                             |
|                       | 2     | Mexiko              | Daniela Gaxiola                                                 |                             |
|                       | 3     | Kolumbien           | Martha Bayona                                                   |                             |
| Zeitfahren (500 m)    | 1     | Mexiko              | Jessica Salazar                                                 | 33,570 s                    |
|                       | 2     | Mexiko              | Daniela Gaxiola                                                 | 34,155 s                    |
|                       | 3     | Kolumbien           | Martha Bayona                                                   | 34,413 s                    |
| Einerverfolgung       | 1     | Kuba                | Marlies Mejías                                                  | 4:27,773 min                |
|                       | 2     | Kuba                | Arlenis Sierra                                                  | 4:33,203 min                |
|                       | 3     | Trinidad und Tobago | Teniel Campbell                                                 | 3:41,025 min                |
| Mannschaftsverfolgung | 1     | Kuba                | Yudelmis Dominguez Marlies Mejías Maylin Sanchez Arlenis Sierra | 4:32,128 min                |
|                       | 2     | Kolumbien           | Serika Guluma Jannie Salcedo Yesi Dueñas Yeny Colmenares        | 4:42,444 min                |
|                       | 3     | Mexiko              | Jessica Bonilla Lizbeth Salazar Sofía Arreola Ana Casas         |                             |
| Scratch               | 1     | Kuba                | Marlies Mejías                                                  |                             |
|                       | 2     | Mexiko              | Lizbeth Salazar                                                 |                             |
|                       | 3     | Trinidad und Tobago | Teniel Campbell                                                 |                             |
| Punktefahren          | 1     | Venezuela           | Lilibeth Chacon                                                 | 37 P.                       |
|                       | 2     | Kolumbien           | Yeny Colmenares                                                 | 35 P.                       |
|                       | 3     | Kuba                | Arlenis Sierra                                                  | 25 P.                       |
| Omnium                | 1     | Mexiko              | Lizbeth Salazar                                                 | 142 P.                      |
|                       | 2     | Kuba                | Yudelmis Dominguez                                              | 126 P.                      |
|                       | 3     | Trinidad und Tobago | Teniel Campbell                                                 | 126 P.                      |
| Madison               | 1     | Kuba                | Arlenis Sierra Yudelmis Dominguez                               | 46 P.                       |
|                       | 2     | Mexiko              | Lizbeth Salazar Sofía Arreola                                   | 46 P.                       |
|                       | 3     | Kolumbien           | Jessica Parra Jannie Salcedo                                    | 30 P.                       |

### BMX
| Platz | Land | Sportler         |
| ----- | ---- | ---------------- |
| 1     | VEN  | Jefferson Milano |
| 2     | COL  | Carlos Ramirez   |
| 3     | COL  | Carlos Oquendo   |

| Platz | Land | Sportlerin          |
| ----- | ---- | ------------------- |
| 1     | COL  | Gabriela Bolle      |
| 2     | MEX  | Dayanna Hernandez   |
| 3     | GUA  | Maria Isabel Mendez |

### Mountainbike
| Platz | Land | Sportler           | Zeit (h) |
| ----- | ---- | ------------------ | -------- |
| 1     | MEX  | José Gerardo Ulloa | 1:33:54  |
| 2     | COL  | Jhonnatan Botero   | 1:34:42  |
| 3     | COL  | Fabio Castaňeda    | 1:38:23  |

| Platz | Land | Sportlerin        | Zeit (h) |
| ----- | ---- | ----------------- | -------- |
| 1     | MEX  | Daniela Campuzano | 1:12:19  |
| 2     | COL  | Laura Abril       | 1:12:43  |
| 3     | CRC  | Milagro Mena      |          |

## Medaillenspiegel
| Rang | Land                | Gold | Silber | Bronze | Gesamt |
| ---- | ------------------- | ---- | ------ | ------ | ------ |
| 1    | Mexiko              | 9    | 5      | 5      | 19     |
| 2    | Kuba                | 5    | 3      | 2      | 10     |
| 3    | Trinidad und Tobago | 5    | 0      | 3      | 8      |
| 4    | Kolumbien           | 4    | 12     | 9      | 25     |
| 5    | Venezuela           | 3    | 3      | 3      | 9      |
| 6    | Guatemala           | 0    | 1      | 1      | 2      |
| 7    | Panama              | 0    | 1      | 0      | 1      |
| 7    | Costa Rica          | 0    | 0      | 1      | 1      |